# Volodymyr Horbulin
Volodymyr Pavlovych Horbulin (tiếng Ukraina: Володимир Павлович Горбулін; sinh ngày 17 tháng 1 năm 1939 tại Zaporizhia, Cộng hòa Xã hội chủ nghĩa Xô viết Ukraina) là một chính trị gia người Liên Xô và Ukraina. Ông là người đứng đầu Hội đồng Chính sách An ninh và Đối ngoại, cựu thư ký Hội đồng Quốc phòng và An ninh Quốc gia Ukraina, nguyên Người đứng đầu Cơ quan Vũ trụ Quốc gia Ukraina, Tiến sĩ Khoa học Kỹ thuật, Giáo sư, thành viên Viện Hàn lâm Khoa học Quốc gia Ukraina, Giám đốc Viện Các vấn đề An ninh Quốc gia tại Hội đồng Quốc phòng và An ninh Quốc gia Ukraina.

## Tiểu sử

### Trình độ học vấn
Năm 1962, ông tốt nghiệp Khoa Vật lý của Đại học Dnipro và lấy bằng kỹ sư cơ khí (“máy bay”). Năm 1994, Horbulin lấy bằng Tiến sĩ Khoa học Kỹ thuật. Ông trở thành Giáo sư năm 2005 và là thành viên của Viện Hàn lâm Khoa học Quốc gia Ukraina năm 1997.

### Công nghệ tên lửa và vũ trụ
Từ năm 1962 đến năm 1977, Horbulin làm việc tại phòng thiết kế Yuzhnoye (Dnipro) và tham gia phát triển các hệ thống tên lửa chiến lược và phương tiện không gian thuộc dòng "Kosmos".
Năm 1977–1990, ông làm việc tại Ban Chấp hành Trung ương Đảng Cộng sản Ukraina, và năm 1980, ông đứng đầu lĩnh vực công nghệ tên lửa và máy bay. Ông đã tham gia vào tất cả các chương trình thiết lập thiết bị tên lửa, vũ trụ và máy bay ở Ukraina.
Năm 1990, ông được bổ nhiệm làm Trưởng phòng Tổ hợp quốc phòng, Truyền thông và Chế tạo máy của Nội các Bộ trưởng Ukraina, sau đó đến năm 1992, ông đảm nhiệm chức vụ Tổng Giám đốc Cơ quan Vũ trụ Quốc gia Ukraina. Ông quản lý việc phát triển và thực hiện Chương trình Không gian Quốc gia đầu tiên của Ukraina (1992–1994). Horbulin là thành viên của Học viện Du hành vũ trụ Quốc tế.
Vào tháng 11 năm 2000, Horbulin trở thành thành viên của Đoàn chủ tịch Ủy ban Giải thưởng Nhà nước Ukraina về Khoa học và Công nghệ.

### Quốc phòng và an ninh
Tháng 8 năm 1994, Horbulin được bổ nhiệm làm Thư ký Hội đồng An ninh Quốc gia dưới chướng Tổng thống Ukraina; vào tháng 10 năm 1994, ông trở thành cố vấn cho Tổng thống Ukraina về các vấn đề an ninh quốc gia. Tháng 8 năm 1996 – tháng 11 năm 1999, ông là Thư ký Hội đồng Quốc phòng và An Ninh Quốc gia Ukraina. Horbulin là đồng tác giả của "Khái niệm về an ninh và quốc phòng quốc gia Ukraina", "Chương trình nhà nước xây dựng và phát triển lực lượng vũ trang Ukraina" và các tài liệu chính sách cơ bản khác của nhà nước.
Cho đến tháng 11 năm 1999, ông đứng đầu Ủy ban liên ngành nhà nước về hợp tác với NATO và đồng đứng đầu Ủy ban tư vấn dưới chướng tổng thống Ukraina và Ba Lan, đồng đứng đầu Ban thư ký Ủy ban Kuchma - Gore.
Năm 2000-2001, Horbulin đứng đầu Ủy ban liên ngành giải quyết xung đột chính trị ở vùng Transdniestria của Cộng hòa Moldova.
Từ tháng 7 năm 2000 đến tháng 12 năm 2002, ông giữ chức vụ Chủ tịch Ủy ban Nhà nước về Tổ hợp quân sự–công nghiệp Ukraina và là Phó Chủ tịch Ủy ban Chính phủ về Quốc phòng, Tổ hợp quân sự–công nghiệp và Thực thi pháp luật. Ông giám sát và phát triển Chương trình Nhà nước về Phát triển Vũ khí và Thiết bị Quân sự cũng như Khái niệm Tái tổ chức Cơ cấu Tổ hợp quân sự–công nghiệp của Ukraina.
Tháng 12 năm 2002, ông được bổ nhiệm làm Trợ lý choTổng thống Ukraina về các vấn đề an ninh quốc gia.
Tháng 10 năm 2006, ông trở thành Cố vấn cho Tổng thống Ukraina. Horbulin đã tham gia phát triển Khái niệm cải cách cục an ninh Ukraina và Sách trắng “Các cơ quan tình báo và cục an ninh của Ukraina”.

## Giải thưởng và huân chương
Horbulin đoạt Giải thưởng Nhà nước về Khoa học và Công nghệ (2002), Giải thưởng Khoa học và Công nghệ Liên Xô (1990), Giải thưởng Nhà nước MK Yangel của Viện Hàn lâm Khoa học Quốc gia Ukraina (1988). Volodymyr Gorbulin đã được trao Huân chương Cờ đỏ Lao động (1976 và 1982) và các huy chương. Ông là Kỹ sư cơ khí danh dự của Ukraina (1994) và được trao Chứng nhận Danh dự Verkhovna Rada của Ukraina (01.2004). Horbulin cũng đoạt được các giải thưởng quốc tế.
- Anh hùng Ukraina (22 tháng 8 năm 2021).[1]
- Huân chương Hoàng tử Yaroslav Thông thái hạng nhất (22/01/2019).[2]
- Huân chương Hoàng tử Yaroslav Thông thái hạng 2 (18/05/2017).[3]
- Huân chương Hoàng tử Yaroslav Thông thái hạng 3 (16/01/2009).[4]
- Huân chương Hoàng tử Yaroslav Thông thái hạng 4 (16/01/2004).[5]
- Huân chương Hoàng tử Yaroslav Thông thái hạng 5 (10/4/1997).